# سام غيلبرت
سام غيلبرت (بالإنجليزية: Sam Gilbert)‏ هو شخصية أعمال أمريكي، ولد في 1913، وتوفي في 23 نوفمبر 1987.